# Epilobium percollinum
Epilobium percollinum är en dunörtsväxtart som beskrevs av Lajos von Simonkai. Epilobium percollinum ingår i släktet dunörter, och familjen dunörtsväxter. Inga underarter finns listade i Catalogue of Life.